# Кожухаров, Иван
Иван Христов Кожухаров (болг. Иван Кожухаров; род. 14 сентября 1950, Трявна) — болгарский дирижёр.
Окончил музыкальное училище в Русе, учился в Софийской академии музыки, а затем в Ленинградской консерватории, которую окончил в 1976 году; среди учителей Кожухарова были Николай Рабинович и Арвид Янсонс. Лауреат Международного конкурса дирижёров в Будапеште (1980).
Дирижёрская карьера Кожухарова в основном связана с Бургасом: сперва он работал в Бургасской опере, затем с 1987 года возглавлял Бургасский филармонический оркестр, а в 1999 году, после объединения оперы и оркестра в Государственную оперу Бургаса, занял пост музыкального руководителя и главного дирижёра. Одновременно в 1999—2001 гг. работал в Измирской опере, сотрудничал с другими турецкими и российскими коллективами, а также несколькими болгарскими камерными составами. C Лондонским симфоническим оркестром записал музыку к итальянскому телесериалу «Страх и стыд».
Почётный гражданин Бургаса (2000).